# Alfred Bogaerts
Alfred Bogaerts (Schaarbeek, 9 april 1882 - Lier, 20 november 1963) was een Belgisch onderwijzer, tekenaar, activist en lid van de kortstondige Tweede Raad van Vlaanderen.

## Levensloop
Na in 1903 zijn onderwijzersdiploma te hebben behaald aan de rijksnormaalschool van Lier, werd Bogaerts onderwijzer en vervolgens hoofdonderwijzer in deze stad. Zijn activiteit als ondervoorzitter van de toneelkring Meibloem, bracht hem in contact met Felix Timmermans, Reimond Kimpe en Renaat Veremans.
Tijdens de Eerste Wereldoorlog trad hij toe tot het activisme. Hij werd secretaris van de Lierse afdeling van het Nationaal Hulp- en Voedingscomité en stapte ook in de kortstondige Tweede Raad van Vlaanderen.
In november 1918 vluchtte hij samen met Felix Timmermans naar Nederland. Hierin door Timmermans aangemoedigd, begon hij tekeningen te leveren aan de Haagsche Post, De Groene Amsterdammer en de Sint-Michielsalmanak. 
Na de 'uitdovingswet' van 1929 keerde hij naar België terug en werd bediende bij het Vlaamse Kruis en het Vlaams Geneesherenverbond. Vanaf 1932 en tot aan zijn pensionering in 1942 was hij onderwijzer aan de Joodse school Tachkemoni in Antwerpen.
Na de Tweede Wereldoorlog werd zijn pensioen hem, om onbekende reden, ontnomen. Hij leefde voortaan van zijn tekeningen.

## Publicatie
- Werken van Fred Bogaerts, ingeleid door Felix Timmermans.